# Окан Бурук
Окан Бурук (тур. Okan Buruk, нар. 19 жовтня 1973, Стамбул) — турецький футболіст, що грав на позиції півзахисника. По завершенні ігрової кар'єри — тренер. З 2022 року очолює тренерський штаб команди «Галатасарай».
Виступав, зокрема, за клуб «Галатасарай», а також національну збірну Туреччини.
Шестиразовий чемпіон Туреччини. Чотириразовий володар Кубка Туреччини. Володар Кубка УЄФА. Володар Суперкубка УЄФА.

## Клубна кар'єра
Народився 19 жовтня 1973 року в місті Стамбул. Вихованець футбольної школи клубу «Галатасарай». Дорослу футбольну кар'єру розпочав 1991 року в основній команді того ж клубу, в якій провів десять сезонів, взявши участь у 189 матчах чемпіонату. За цей час шість разів виборював титул чемпіона Туреччини, ставав володарем Кубка УЄФА, володарем Суперкубка УЄФА.
Згодом з 2001 по 2008 рік грав у складі команд клубів «Інтернаціонале», «Бешикташ» та «Галатасарай».
Завершив професійну ігрову кар'єру у клубі «Істанбул ББ», за команду якого виступав протягом 2008—2010 років.

## Виступи за збірні
У 1992 році залучався до складу молодіжної збірної Туреччини. На молодіжному рівні зіграв в одному офіційному матчі.
У 1992 році дебютував в офіційних матчах у складі національної збірної Туреччини. Протягом кар'єри у національній команді, яка тривала 19 років, провів у формі головної команди країни 56 матчів, забивши 8 голів.
У складі збірної був учасником чемпіонату Європи 2000 року у Бельгії та Нідерландах, чемпіонату світу 2002 року в Японії і Південній Кореї, на якому команда здобула бронзові нагороди.

## Кар'єра тренера
Розпочав тренерську кар'єру невдовзі по завершенні кар'єри гравця, 2012 року, очоливши тренерський штаб збірної Туреччина U19, де пропрацював з 2012 по 2013 рік.
У 2015 році став головним тренером команди «Сівасспор», тренував сіваську команду лише один рік.
Протягом тренерської кар'єри також очолював команди клубів «Елязигспор», «Газіантепспор» та «Гезтепе», а також входив до тренерського штабу збірної Туреччини.
З 2017 року очолює тренерський штаб команди «Акхісар Беледієспор».
З 2022 року очолює тренерський штаб команди «Галатасарай».

## Титули і досягнення
Гравець
- Чемпіон Туреччини (7):

«Галатасарай»: 1992-93, 1993-94, 1996-97, 1997-98, 1998-99, 1999-00, 2007-08
- Володар Кубка Туреччини (4):

«Галатасарай»:  1992-93, 1995-96, 1998-99, 1999-00
- Володар Суперкубка Туреччини (4):

«Галатасарай»: 1991, 1993, 1996, 1997
- Володар Кубка УЄФА (1):

«Галатасарай»: 1999-2000
- Володар Суперкубка УЄФА (1):

«Галатасарай»: 2000
- Бронзовий призер чемпіонату світу: 2002

Тренер
- Володар Кубка Туреччини (2):

«Акхісар Беледієспор»: 2017-18
«Галатасарай»: 2024-25
- Чемпіон Туреччини (4):

«Істанбул Башакшехір»: 2019-20
«Галатасарай»: 2022-23, 2023-24, 2024-25
- Володар Суперкубка Туреччини (1):

«Галатасарай»: 2023